# Zofia Bratkowska-Szklarska

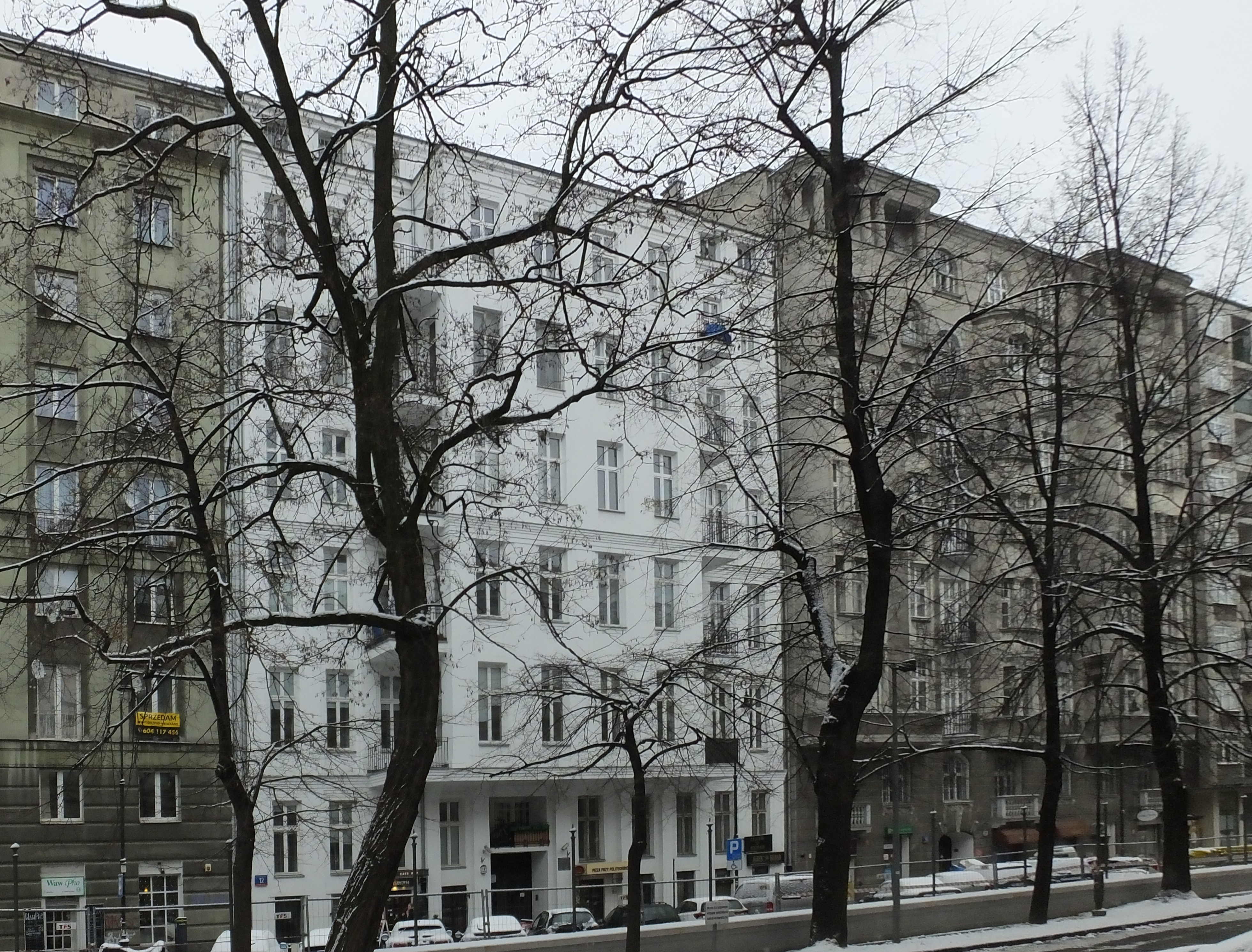
Kamienica na ul. Noakowskiego 12 (widok współczesny)

Zofia Bratkowska-Szklarska (ur. 18 grudnia 1914 w Wojtowcach w powiecie berdyczowskim, 12 października 1992 w Warszawie) – polska lekarka, uczestniczka powstania warszawskiego.

## Życiorys
Córka wykładowcy Wydziału Lekarskiego Uniwersytetu Warszawskiego Edmunda Bratkowskiego i Józefy z domu Maciszewska. W 1938 uzyskała dyplom lekarski na Uniwersytecie Warszawskim, po czym pracowała jako lekarka szkolna w gimnazjum Leonii Rudzkiej w Warszawie. Mieszkała na ul. Noakowskiego 12 m. 6.
W 1940 zaangażowała się w działalność konspiracyjną, w ramach której prowadziła szkolenia sanitarne (wśród jej uczennic była Joanna Bitner-Lisowska). Była lekarką batalionu „Golski” Armii Krajowej (pseudonimy: Doktor Barbara, Basia Wołodyjowska). Służyła w stopniu porucznika. W czasie powstania warszawskiego była referentką sanitarną 3. Rejonu, I. Obwodu Śródmieście. Po śmierci Marii Piekarskiej („Joanny”) kierowała służbą sanitarną Obwodu Śródmieście jako zastępczyni Szefa Sanitarnego AK Henryka Lenka („Bakcyla”).
Po kapitulacji powstania przebywała w obozach jenieckich w Stalagu X B w Sandbostel, Oflagu IX C w Molsdorf. Pełniła tam funkcję lekarki naczelnej szpitala jeńców wojennych kobiet oficerów.
Po powrocie do Warszawy pracowała ponad 50 lat w służbie zdrowia, m.in. jako ordynatorka oddziału chorób wewnętrznych w szpitalach Praskim, Wolskim i Budowlanych.
Pochowana na cmentarzu rzymskokatolickim w Brwinowie.

## Odznaczenia
- Krzyż Kawalerski Orderu Odrodzenia Polski[1]
- Krzyż Walecznych[1]
- Złoty Krzyż Zasługi z Mieczami[1]
- Srebrny Krzyż Zasługi z Mieczami[1]
- Krzyż Armii Krajowej[1]
- Warszawski Krzyż Powstańczy[1]